# Tomatas Grande
Tomatas Grande is een plaats in het departement Tarija, Bolivia. Het is naar aantal inwoners de zesde grootste plaats van de gemeente Villa San Lorenzo, gelegen in de Eustaquio Méndez provincie.

## Bevolking
| Jaar | Populatie |
| ---- | --------- |
| 1992 | 433       |
| 2001 | 573       |
| 2012 | 657       |